# Lac de Casteljaloux
Le lac de Casteljaloux (ou lac de Clarens) est un lac touristique sur la commune de Casteljaloux, dans le département français du Lot-et-Garonne.